# Domenico Mondelli
Domenico Mondelli, nato Wolde Selassie (Asmara, 30 giugno 1886 – Roma, 13 dicembre 1974), è stato un militare e aviatore italiano di origine tigrina, particolarmente distintosi come pluridecorato ufficiale del Regio Esercito durante la prima guerra mondiale. Appartenente alla specialità bersaglieri, dal 1915 al 1917 combatté come aviatore dei reparti da ricognizione e bombardamento del Corpo Aeronautico Militare, passando successivamente nei reparti terrestri di prima linea, dove si distinse alla testa del XXXIII Reparto d'assalto "Fiamme Cremisi" e poi del I battaglione del 242º Reggimento fanteria "Teramo". Nel primo dopoguerra fu mandato in Albania alla testa del IX Battaglione d'assalto, meritandosi la terza Medaglia di bronzo al valor militare. Nel 1925 proseguì la vita militare nella Milizia Volontaria Sicurezza Nazionale.

## Biografia
Nacque il 30 giugno 1886 all'Asmara, in Eritrea; di etnia tigrina, venne adottato nel 1891 dal colonnello parmense Attilio Mondelli nel corso della ritirata in Eritrea in seguito alla sconfitta di Adua, durante il corso della guerra d'Abissinia. All'atto di adozione fu presente il dott. Napoleone Maschi, Pretore e Consigliere della Real Prefettura di Parma, già combattente col grado di capitano nella guerra in Eritrea. Il dottor Maschi fu inoltre il primo a dichiarare ufficialmente la presenza del giovine eritreo a Parma e fu sempre presente ai vari consigli di famiglia in seguito all'adozione della famiglia Mondelli. La reale paternità del bambino, attribuita sia al colonnello Mondelli che al dottor Maschi, non fu mai accertata. Portato in Italia, nell'ottobre 1900 iniziò a frequentare il Collegio militare di Roma, per passare poi alla Regia Accademia Militare di Fanteria e Cavalleria di Modena. Uscitone con il brevetto di sottotenente nel 1905, venne assegnato all'Arma di fanteria, Corpo dei bersaglieri. Prestò servizio inizialmente nel 5º Reggimento, passando poi in successione al 7°, all'8° e al 2°. Appassionatosi al mondo dell'aviazione, conseguì il brevetto di pilota, conferitogli dalla Fédération Aéronautique Internationale il 20 febbraio 1914.
Con l'entrata in guerra del Regno d'Italia il 24 maggio 1915, combatté come capitano pilota nelle file della 7ª Squadriglia da ricognizione e combattimento su Nieuport IV, eseguendo numerose missioni di ricognizione, anche a bassa quota, che gli valsero l'assegnazione di una Medaglia di bronzo al valor militare.
Fu al comando della 7ª Squadriglia da bombardamento (Caproni) dalla sua costituzione, avvenuta il 18 febbraio 1916, inquadrata nel Corpo Aeronautico Militare. Dal successivo 1º aprile formò il IV Gruppo, a disposizione del Comando Supremo, che utilizzava aerei Caproni Ca.33 per bombardare la Slovenia e la Venezia Giulia austriache.
Nell'aprile 1917 prese il comando della 1ª Squadriglia Caproni. Dal 14 al 25 luglio 1917 fu al comando dell'XI Gruppo, costituito da 2ª, 3ª, 4ª, 6ª e 15ª Squadriglia Caproni, per passare poi al comando del 67º battaglione del 18º Reggimento bersaglieri, rimanendovi fino al 30 settembre 1917. Il 10 ottobre, con il grado di maggiore, assunse il comando del XXXIII Reparto d'assalto "Fiamme Cremisi" della neocostituita specialità Arditi. Il 1º maggio 1918, con il grado di tenente colonnello, assunse il comando del I Battaglione del 242º Reggimento fanteria della Brigata Teramo, con cui prese parte alla battaglia del Solstizio, rimanendo ferito e venendo sostituito alla testa del battaglione dal pari grado Umberto Albano. Dopo la fine della guerra, decorato complessivamente di due Medaglie d'argento e due di bronzo al valor militare e insignito del titolo di Cavaliere dell'Ordine della Corona d'Italia, sostituì il tenente colonnello Giovanni Messe al comando degli arditi del IX Reparto d'assalto, impiegato in Albania, dove ottenne la sua terza Medaglia di bronzo.
Con l'approvazione della Legge 2029 del 26/11/1925 sulla Regolarizzazione delle Associazioni, che rendeva incompatibile l'impiego pubblico con l'appartenenza alla massoneria, fu oggetto di discriminazione e lasciò il Regio Esercito nel corso del 1925 perché gli era stata bloccata la promozione a colonnello, entrando nel ruolo della riserva e proseguendo la carriera militare inquadrato nella Milizia Volontaria Sicurezza Nazionale, raggiungendo il grado di Console Generale (Generale di Brigata).
Dal secondo dopoguerra visse a Roma in via Milazzo, nel quartiere Castro Pretorio, fino alla morte e fece anche la sua comparsa in un documentario sugli africani in Italia.
La sua carriera militare riprese, seppure nel ruolo della riserva, con la proclamazione della Repubblica Italiana, promosso nel Ruolo d'Onore al grado di generale di brigata (1959), di divisione (1963) e infine di corpo d'armata (1968). Fu insignito del titolo di Grande Ufficiale dell'Ordine al merito della Repubblica Italiana il 10 giugno 1970 con decisione “motu proprio” del Presidente della Repubblica Giuseppe Saragat. Si spense a Roma, presso l'Ospedale militare del Celio, il 13 dicembre 1974.

### Nella Massoneria
Nel 1912 entrò in massoneria nella Loggia Stretta Osservanza di Palermo e nel 1919 raggiunse il grado di Maestro Libero Muratore, sempre nella massoneria palermitana. Nel 1925, a causa delle leggi restrittive volute dal Partito Nazionale Fascista, abbandonò la massoneria, ritirandosi anche dalla carriera militare. Nel 1944, alla caduta del fascismo, riprese l'attività massonica a Roma presso la loggia Spartaco del Grande Oriente d'Italia e nel 1956 fu insignito del 33º grado (Sovrano grande ispettore generale) del Rito scozzese antico ed accettato.

### Annotazioni
1. ↑  Era figlio di un ufficiale italiano e di una donna eritrea.
2. ↑  In questa data fu sostituito dal maggiore Armando Armani.
3. ↑  Il 19 agosto 1917 fu promosso tenente colonnello per meriti di guerra con Decreto del Comando Supremo 20 novembre 1917.
4. ↑  Non partecipò all'avventura fiumana di D'Annunzio per non tradire il giuramento fatto a Casa Savoia.

### Fonti
1. 1 2 3 4 5 6 7 8  Mauro Valeri, Il generale nero. Domenico Mondelli: bersagliere, aviatore e ardito, Ed. Odradek, Roma, 2015.
2. 1 2 3  Ludovico 1980, p. 27.
3. ↑  Caproni Ca.3.
4. 1 2  Ludovico 1980, p. 188.
5. ↑  Africa in casa, regia di Giovanni Vento, 1968.
6. 1 2  Storia d’Italia. Domenico Mondelli, Generale nero e massone.